# 7096 Napier
7096 Napier là một tiểu hành tinh cắt qua Sao Hỏa, nó được đặt theo tên William (Bill) M. Napier, nhà thiên văn học người ScotLand. Nó được phát hiện ngày 3 tháng 11, 1992 bởi Robert H. McNaught ở Đài thiên văn Siding Spring.